# 에벨
에벨(Eber, 히브리어: עֵבֶר, 로마자: ʿĒḇer; 성서 그리스어: Ἔβερ, 로마자: Éber, 아랍어: عٰابِر, 로마자: ʿĀbir)은 창세기의 족보에 따르면 이스마엘인과 이스라엘인의 조상이다. (창세기 10-11장 및 역대기 역대상 1장)

## 계보
에벨은 노아의 아들 셈의 증손자이며 에벨이 34세였을 때 태어난 벨렉과 욕단의 아버지이다. 그는 아브라함의 먼 조상인 셀라의 아들이었다. 히브리어 성경에 따르면 에벨은 464세에 사망했다.
70인역에서 그 이름은 히베르/에베르(῞Εβερ/Ἔβερ)로 쓰여 있고, 그의 아버지는 살라(Σαλά/Σάλα)라고 불린다. 그의 아들은 팔렉(Phaleg/Phalek, Φαλέγ/Φάλεκ)이라고 불리며, 히벨이 34세에 태어났고 다른 아들과 딸을 낳았다. 히벨은 464세까지 살았다.

## 히브리어
13세기 이슬람 역사가 아부 알피다(Abu al-Fida)는 총대주교 에베르(셈의 증손자)가 바벨탑이 버려졌을 때 그의 언어가 혼동되지 않도록 하기 위해 바벨탑 건설을 돕지 않았다는 이야기를 들려준다. 그와 그의 가족만이 최초의 인간 언어(라틴어로 'lingua humana'라고 하는 개념)인 에벨의 이름을 딴 언어인 히브리어를 유지했다.
[창 10:21] 셈도 에벨의 모든 자손의 조상이요 야벳의 형이요 자녀를 낳았으니